# Product (álbum de Sophie)
Product é a coletânea de estreia da personalidade escocesa atuante em produção  de música eletrônica Sophie. Foi lançado pela Numbers em 27 de novembro de 2015. Quatro das oito músicas em Product apareceram em singles lançados pela Numbers de 2013 a 2015. O álbum foi disponibilizado em "cases de bolha de silicone", e seu lançamento coincide com o lançamento de uma linha de vestuário e de um "produto de silicone" semelhante a um brinquedo sexual.
Em 25 de setembro de 2019, a Numbers anunciou que o álbum estava sendo relançado em quantidades limitadas em seu formato original de quatro singles de vinil, cada um em uma case de PVC.

## Recepção crítica
| Críticas profissionais | Críticas profissionais |
| Pontuações agregadas   | Pontuações agregadas   |
| Fonte                  | Avaliação              |
| ---------------------- | ---------------------- |
| AnyDecentMusic?        | 7.3/10                 |
| Metacritic             | 74/100                 |
| Avaliações da crítica  |                        |
| Fonte                  | Avaliação              |
| AllMusic               | [ 7 ]                  |
| Exclaim!               | 8/10                   |
| The Guardian           | [ 9 ]                  |
| The Irish Times        | [ 10 ]                 |
| The Observer           | [ 11 ]                 |
| Pitchfork              | 6.6/10                 |
| Q                      | [ 13 ]                 |
| Resident Advisor       | 4.6/5                  |
| Spin                   | 9/10                   |
| Vice                   | A−                     |

O site agregador de críticas, Metacritic, deu ao álbum uma pontuação média de 74 em 100, o que indica "críticas geralmente favoráveis". O editor sênior da Exclaim!, Stephen Carlick, chamou o álbum de "um instantâneo de um artista emocionante cuja caminhada na corda bamba entre doce e assustador, pop e avant-garde, rendeu alguns dos melhores singles dos últimos anos". The Observer, descreveu o álbum como "disruptivo, um som que ultrapassa os limites do que constitui o pop e o que é apenas um barulho irritante pelo qual você está inexplicavelmente pagando dinheiro". Sasha Geffen, da Consequence of Sound, escreveu que "Product borra a relação de poder sujeito/objeto tradicional da música pop, dobrando o desejo com a mesma facilidade com que dobra as formas de onda", e o chamou de "um dos objetos musicais mais travessos da atmosfera atual".
O blog de MP3, Gorilla vs. Bear, listou o álbum como seu 12º melhor álbum de 2015.

## Lista de faixas
| Product – Edição padrão |                                   |         |  |
| N.º                     | Título                            | Duração |  |
| 1.                      | "Bipp"                            | 3:00    |  |
| 2.                      | "Elle"                            | 3:44    |  |
| 3.                      | "Lemonade"                        | 1:58    |  |
| 4.                      | "Hard"                            | 2:54    |  |
| 5.                      | "Msmsmsm"                         | 3:35    |  |
| 6.                      | "Vyzee"                           | 3:22    |  |
| 7.                      | "L.O.V.E."                        | 3:38    |  |
| 8.                      | "Just Like We Never Said Goodbye" | 3:08    |  |
| Duração total:          | Duração total:                    | 25:26   |  |

| Product – Produto de silicone |                |         |  |
| N.º                           | Título         | Duração |  |
| 9.                            | "Unisil"       | 2:06    |  |
| Duração total:                | Duração total: | 27:32   |  |

| Product – Edição japonesa |                |         |  |
| N.º                       | Título         | Duração |  |
| 9.                        | "Get Higher"   | 2:06    |  |
| Duração total:            | Duração total: | 28:26   |  |

## Desempenho nas paradas musicais
| Parada (2015)                                          | Melhor posição |
| ------------------------------------------------------ | -------------- |
| Estados Unidos (Billboard Top Dance/Electronic Albums) | 23             |